# 蟹瀬令子
蟹瀬 令子（かにせ れいこ）は日本の実業家。レナ・ジャポン・インスティチュート株式会社代表取締役、元イオンフォレスト（ザ・ボディショップ・ジャパン）代表取締役社長。夫はジャーナリストの蟹瀬誠一、娘は女優、ダンサーの蟹瀬レナ。

## 経歴
- 上智大学文学部英文科卒業、米国ミシガン大学留学。
- 1975年 - 株式会社博報堂に入社[1]。第三制作室コピーライターとなる。
- 1987年 - 米国ミシガン大学ビジネス学科に留学。
- 1988年 - 帰国後、博報堂生活総合研究所主任研究員。
- 1993年 - クリエイティブ・マーケティング会社を設立、ケイ・アソシエイツ代表取締役に就任[1]。総合マーケティングクリエーターとして活動。
- 1999年 - 株式会社イオンフォレスト（ザ・ボディショップ・ジャパン）代表取締役社長就任[1]。
- 2001年 - 日本小売業協会生活者委員会委員、日本ショッピングセンター協会理事[1]。
- 2004年 - 日本小売業協会情報委員会委員長[1]。
- 2006年 - 株式会社ケイ・アソシエイツ 代表取締役社長[1]。
- 2007年 - レナ・ジャポン・インスティチュート株式会社を設立、代表取締役に就任[1]。
- 2010年 - 昭和女子大学客員教授[1]。
- 2015年 - 東京急行電鉄取締役、内閣府消費者委員会委員[1]。

## その他の活動
- 経済同友会幹事
- 内閣府 物価安定政策会議委員
- 日本小売業協会 アジア小売業者世界大会 広報・宣伝委員会委員
- 日本小売業協会 生活者委員会委員
- 日本ショッピングセンター協会理事 情報委員会委員長
- 英国市場協議会会員
- リーダーシップ111会員
- 特定非営利活動法人 グローバルスポーツアライアンス ナビゲーター

## 著書
- やっぱ、「自分ブランド」でしょ。 (講談社)